# Casa Donzelli (via Revere)
Casa Donzelli è un edificio di Milano situato in via Revere al civico 7.

## Storia
È una delle tre palazzine milanesi commissionate dall'industriale Beniamino Donzelli (1863-1952) nei primi anni del Novecento insieme a quelle di via Tasso e di via Gioberti. L'edificio venne realizzato nel 1909 su progetto dell'architetto Ulisse Stacchini, poi autore della Stazione Centrale di Milano.

## Descrizione
La palazzina rappresenta una ben riuscita versione milanese di una tipica costruzione in stile Secessione viennese. In facciata si alternano numerosi motivi geometrici e floreali, con balconcini con balaustra in ferro battuto opera del mastro ferraio Alessandro Mazzucotelli e un portone d'ingresso che mostra decorazioni con motivi geometrici stilizzati. La facciata è completata da un cornicione delimitato da un parapetto sui cui lati esterni sono inserite delle doppie finestre decorate con figure antropomorfa. Pregevolissimi gli elementi decorativi dell'interno e le porte d'ingresso dell'interno; tutti i ferri battuti sono del Mazzucotelli.